# Tuyuhun
Tuyuhun (kinesisk: 吐谷渾 )) (tibetansk: 'a-zha) var et stærkt rige oprettet af eurasiske nomader relateret til Xianbei i Qilian-bjergene og Øvre Gule Flod-dalen.

## Historie
Efter opløsningen af Xianbei-staten drog nomadiske grupper ledet af deres khagan, Tuyuhun, til de rige græsarealer omkring Qinghai-søen omkring midten af det 3. århundrede e.Kr.
Murong Tuyuhun (慕容 吐谷渾) var den ældste broder til den tidlige Yans forfader Murong Hui og den ældste søn af Chanyu Murong Shegui (慕容 涉 歸) af Murong Xianbei, der tog sit folk fra deres oprindelige bosættelser på Liaodonghalvøen til regionen Yin-bjergene, krydsede den Gule Flod mellem 307 og 313, og rykkede ind i det østlige område i det moderne Qinghai.
Tuyuhun-imperiet blev oprettet i 284 ved at underlægge sig de indfødte folk, der blev omtalt som Qiang, herunder mere end 100 forskellige og løst koordinerede stammer, som ikke underkastede sig hinanden eller nogen anden myndighed.
Efter, at Tuyuhun døde i Linxia, Gansu i 317, udvidede hans tres sønner yderligere imperiet ved at besejre det vestlige Qin (385-430) og Xia-kongeriget (407-431). Qinghai Xianbei, Tufa Xianbei, Qifu Xianbei og Haolian Xianbei sluttede sig til dem. De flyttede deres hovedstad 6 km vest for Qinghai-søen.
Efter, at Jin øgede deres status ved at overdrage deres hersker den gamle Xiongnu-titel Chanyu i 281, blev de regeret fra 285 af Murong Hui i fem årtier. Disse Xianbei-grupper dannede kernen i Tuyuhun-imperiet og talte ca. 3,3 millioner på deres højdepunkt. De udførte omfattende militære ekspeditioner mod vest og nåede så langt som Hotan i Xinjiang og grænserne til Kashmir og Afghanistan og etablerede et stort imperium, der omfattede Qinghai, Gansu, Ningxia, nordlige Sichuan, østlige Shaanxi, det sydlige Xinjiang og det meste af Tibet, strækkende sig 1.500 kilometer fra øst til vest og 1.000 kilometer fra nord til syd. De forenede dele af indre Asien for første gang i historien, etablerede den sydlige udgave af silkevejen og fremmede kulturel udveksling mellem de østlige og vestlige territorier og dominerede nordvest i mere end tre og halv århundreder, indtil det blev ødelagt af det tibetanske imperium. Tuyuhun-imperiet eksisterede som et selvstændigt rige uden for Kina og blev ikke medtaget som en del af kinesisk historiografi.

## Konflikt mellem Tang og Tibetanske imperier
I begyndelsen af Tang-dynastiet oplevede Tuyuhun-imperiet gradvist en nedgang og blev stadigt fanget i konflikten mellem Kina og Tibet. Da Tuyuhun kontrollerede de afgørende handelsruter mellem øst og vest, blev imperiet det umiddelbare mål for invasionen af Tang-dynastiet.
Det tibetanske imperium udviklede sig hurtigt under ledelse af Songtsen Gampo, som forenede tibetanerne og udvidede nordpå, og direkte truede Tuyuhun-imperiet. Kort efter, at han overtog tronen over Yarlung-kongeriget i det centrale Tibet i 634, besejrede han Tuyuhun nær Qinghai-søen og modtog en udsending fra Tang. Den tibetanske kejser anmodede om ægteskab med en kinesisk prinsesse, men blev afvist. I 635-6 besejrede Tang-kejseren den tibetanske hær, men efter denne kampagne indvilligede den kinesiske kejser i at give en kinesisk prinsesse til Songtsen Gampo.
Den tibetanske kejser, der hævdede, at Tuyuhun protesterede mod sit ægteskab med Tang, sendte 200.000 tropper for at angribe. Tuyuhun-tropperne trak sig tilbage til Qinghai, mens tibetanerne drog østpå for at angribe Tangut-folket og nåede til det sydlige Gansu. Tang-regeringen sendte tropper til kamp. Selvom tibetanerne trak sig tilbage, mistede Tuyuhun-imperiet meget af sit territorium i det sydlige Gansu til tibetanerne.
Tuyuhun-regeringen blev splittet mellem pro-Tang- og pro-Tibet-fraktionerne, hvor sidstnævnte blev efterhånden stærkere og samarbejdede med Tibet for at skabe en invasion. Tang sendte general Xue Rengui for at lede 100.000 tropper til at bekæmpe Tibet i Dafeichuan (nuværende Gonghe, Qinghai). De blev tilintetgjort ved et baghold på 200.000 mand tropper ledet af Dayan og tibetanerne. Tibet overtog der efter hele Tuyuhuns territorium.

## Opløsning
Efter kongerigets fald splittede Tuyuhun-folkene. Ledet af Murong Nuohebo på den østlige side af Qilian-bjergene vandrede de østpå ind i det centrale Kina. Resten forblev og blev styret af det tibetanske imperium.
Gennem denne periode gennemgik Xianbei massive diasporaer over et stort område, der strækkede sig fra nordvest til de centrale og østlige dele af Kina, med de største koncentrationer ved Yin-bjerget nær Ordos Loop. I 946 samarbejdede en Shatuo, Liu Zhiyuan, for at myrde den højeste Xianbei-leder, Bai Chengfu, der angiveligt var så rig, at "hans heste havde foderkrybber af sølv". Med den store rigdom, der omfattede en overflod af ejendom og tusindvis af fine heste, etablerede Liu det Sene Han (Fem dynastier) (947-950), som kun varede fire år og blev det korteste dynasti i kinesisk historie. Hændelsen fjernede det centrale lederskab og fjernede muligheden for Xianbei for at genoprette Tuyuhun-rige, men senere kunne de etablere det vestlige Xia (1038-1227), som blev ødelagt af mongolerne.

## Kultur
Tuyuhun-folkene var eksperter i hesteavl og praktiserede også landbrug. Som et rige midt mellem de kinesiske imperier i øst (Nordlige Wei og Sydlige Dynastier) og andre steppe-stammer som Rouran-khaganatet og Tiele-folkene, fungerede Tuyuhun som udsendinge og handlende, mens mange buddhistiske missionærer og rejsende krydsede deres land.
Da den kinesiske pilgrimsmunk, Songyun, besøgte regionen i 518, bemærkede han, at folket havde et skriftligt sprog, som var mere end hundrede år før, at Thonmi Sambhota siges at være vendt tilbage fra Indien efter at have udviklet en skrift til at skrive det tibetanske sprog.